# 张汉娜
张汉娜（韓語：장한나，1982年12月23日—）韩国指挥家、大提琴家。
张汉娜出生于韩国水原市，1993年移民美国，入读茱莉亚学院预科。1994年，年仅11岁的张汉娜在第五届罗斯特罗波维奇国际大提琴比赛中获得第一名。张汉娜曾师从大提琴演奏家米沙·麦斯基和罗斯特罗波维奇，还在哈佛大学学习过哲学。
张汉娜使用的乐器是一把瓜达尼尼大提琴，曾两次获得回声音乐奖（1997年、2003年）。
随指挥家詹姆斯·德普雷斯特学习之后，张汉娜逐渐将工作重心转向指挥，2007年首次在韩国登台指挥，2009年在城南市创建了一年一度的“绝对古典音乐节”（Absolute Classic Festival）。张汉娜2013年起担任卡塔尔爱乐乐团的首席指挥，但是2014年9月携该团在逍遥音乐会演出后随即辞职，理由是“持续的行政困难，以及与管理层不可调和的艺术分歧”。
张汉娜现任挪威特隆赫姆交响乐团首席指挥（2017年至今）。